# Le Peuple des forêts
Le Peuple des forêts est une série documentaire française sur la nature réalisée en 2016 par Jacques Perrin et Jacques Cluzaud sur un texte de Stéphane Durand, dit par Jacques Perrin et sur une musique de Bruno Coulais. Le film, produit par Jacques Perrin pour Galatée Films et par Pathé, est diffusé le 24 décembre 2016 par France Télévisions sur France 2 dans l'émission Grandeurs nature. Il est rediffusé par Arte en janvier 2018 et en novembre et décembre 2022. Les trois parties de 52 minutes chacune, « L'Âge de glace », « L'Âge d'or de la forêt » et « Au fil de l'histoire » sont un développement pédagogique du film de la même équipe de réalisation et de production, Les Saisons, sorti en salles au début de la même année. Ils racontent l'évolution de la forêt et de ses habitants sur le continent européen, pendant les périodes glaciaires et interglaciaires, il y a 20 000 ans, 8 000 ans et 6 000 ans, jusqu'aux constructions humaines. Le documentaire est édité en DVD en 2017 et complété par un livre publié par Actes Sud,,,,,,,,.

### Vidéographie
- Jacques Perrin, Jacques Cluzaud, Stéphane Durand, Gilbert Cochet, Bruno Coulais, Le peuple des forêts, Paris, Pathé, 2017, DVD (2 h 36 min) (BNF 45223952)